# Въведение Богородично (Славковица)
Вижте пояснителната страница за други значения на Въведение Богородично.
„Въведение Богородично“ е средновековен манастир в югозападната част на землището на днешното село Славковица в Шумадия, Колубарски окръг. 
Посветен е на „Въведение Богородично“ е съграден е в края на 13 век, най-късно в началото на 14 век. В средата на 15 век на западната фасада на манастирската църква е добавен притвор, където се намират три каменни саркофази. Все още не е установено чий са костите, но се предполага че това са останките на Георги Бранкович (поч. 24 декември 1456 г.), съпругата му Ирина Кантакузина (поч. 2/3 май 1457 г.) и наследилия ги техен неослепен син – Лазар Бранкович (поч. 20 януари 1458 г.).
При разкопки в църквата е открита калея с образа на „Свети Николай“, датирана от времето на Първата българска държава, а именно: 10 век – 11 век. 